# Летище „Копенхаген“
Летище „Копенхаген“ (на датски: Københavns Lufthavn (CPH/EKCH) или летище Копенхаген, Каструп (на датски: Københavns Lufthavn, Kastrup) е основното международно летище, обслужващо Копенхаген, Дания, целия остров Шеланд, целия регион Йостерлунд и части от южна Швеция. То е най-голямото летище на Скандинавия с 29 милиона пътници през 2016 г. и едно от най-старите международни летища в Европа. Освен това то е и най-натовареното летище за международни пътувания в Скандинавия.
Летището е разположено на остров Ама, само на 8 км южно от центъра на Копенхаген и на 24 км западно от Малмьо, което се намира от другата страна на моста Йоресунд.
Летището е основен хъб на Scandinavian Airlines, Thomas Cook Airlines Scandinavia и Norwegian Air Shuttle. От летището се изпълняват ежедневно 60 маршрута и се обслужват повече от 62 000 пътници на ден, 23,3 милиона пътници преминават през летището през 2012, с което го правят най-голямото летище в Скандинавските страни, като максималния капацитет на летището е 83-натоварвания / час и има пространство за 108 самолета. За разлика от другите скандинавски летища, значителен дял от пътниците на летището са международни. Пътниците пътуващи по вътрешни линии са по-малко от 10%. Летището се притежава от Københavns Lufthavne, която управлява и летище Роскилде. В летището работят 1700 служители (без служителите в магазините и ресторантите).
Летище Копенхаген се казва оригинално Летище Каструп, идващо от близкото си разположение до град Каструп. Официалното име на летището е Летище Копенхаген, Каструп, за да се различава от летище Копенхаген, Роскилде.

## История
Летище Копенхаген е открито на 20 април 1925 г., което го прави едно от първите граждански летища в света. По това време то разполага с голям и впечатляващ терминал, построен от дърво, няколко хангара, площадка за балони, писта за кацане на хидроплан и няколко тревисти ливади, които се използват за писти. Тревните писти са поддържани с пасене на овце, което се е случвало далеч преди излитане и кацане. От 1932 до 1939 излитанията и кацанията се повишават от 6000 до 50 000 и пътниците нарастват до 72 000. В периода 1936 – 1939 г. е построен нов терминал, което е приеман за един от най-добрите примери на Нордик функционализъм. Терминалът е проектиран от Вилхем Лаурцен, който е приеман като пионер в този стил архитектура, но не само по отношение на архитектурата и строителството, но също така и на обслужване и комфорт за пътниците.
По време на Втората световна война летище Копенхаген е затворено за цивилни нужни с изключение на полети до дестинации в Швеция, Германия и Австрия. През лятото на 1941 г. е отворена първата писта с твърда настилка с дължина 1400 м и ширина 65 м. След края на Втората световна война през май 1945 г. летище Копенхаген е едно от най-модерните международни летища в Европа, защото не е засегнато от реални военни действия.
На 1 август 1947 г. е създадена Scandinavian Airlines – важно събитие в развитието на летище Копенхаген, като летището е основен хъб за компанията. Трафикът се увеличава драстично в първите година, в които Scandinavian Airlines започват полети. Летище Копенхаген става третото най-голямо летище в Европа. На 26 януари 1947 г. DC-3 на компания KLM се разбива на летището по време на спиране по маршрут до Стокхолм. Всички 22 пътници на борда загиват включително шведската принцеса Густаф Адолд и американската оперна певица Грейс Моор. През 1948 г. е третото по големина летище в Европа със 150 излитания дневно и почти 300 000 пътници годишно. Летището продължава своя бърз растеж. Терминалът е разширен няколко пъти и са построени нови хангари.
През 1954 г. Scandinavian Airlines започват първия в света трансполярен полет, пътуващ директно до Лос Анджелис. Маршрутът е популярен и за няколко години летището става популярна дестинация за трансфер за холивудски звезди и продуценти пътуващи до Европа, също така по това време летището превозва 11 хиляди тона товари годишно. През 1956 г. летището за първи път в историята си превозва 1 милион пътници за една година и печели награда за най-добро летище. Пистите са удължени и са снабдени със съвременно технически оборудване.
На 10 май 1960 г., когато новият терминал е отворен (днес терминал 2), броят на обслужваните самолети дневно се покачва до 28 и трафикът продълажава да расте. Големият нов летищен терминал скоро се оказва малък и през 1969 г. е представена нова програма за разширение на летището. Вътрешният трафик на летището е отделен в нов 'вътрешен' терминал (източната част на Терминал 1). Към сегашния международен терминал са добавени гейтовете С и отделна зала за пристигащи (Сградата между терминал 2 и 3). Нова контролна кула и 3600 метра дълга писта са построени. Когато цялостното разширение е готово през 1972 г., броят излитащи и кацащи надвишава 180 хиляди самолетодвижения и повече от 8 милиона пътници.
През 70-те години трафикът продължава да расте, но летището не е разширено. Ново летище, разположено на остров Салтхолм (който свързва мостът между Дания и Швеция), е на чертожната дъска. Това ще бъде огромна инвестиция, а предложението е оценено негативно от много експерти. През 1980 г. датският парламент решава вместо това да разшири капацитета на летище Копенхаген до 20 – 22 милиона пътници до 2000 г. Това решение е далеч по-евтино от изграждането на ново летище, и тъй като новите типове самолети са по-шумни, летище на Салтхолм не предлага решаване на проблемите с околната среда. През 1973 г. летището обслужва 8 милиона пътници годишно. Третата (дълга) пистата се отваря и системата за двойно приземяване и кацане (04L / 22R-04R / 22L) е открита, което увеличава капацитета на кацащи и излитащи.
Разширението на летището започва през 1982 г. след необходимия период на планиране. Целта не е да се построи най-голямото летище в Европа, а да се построи транзитно летище в удобство на пътниците. Престой на летището е приет като интегрирана част от пътуването. Ефективността и прецизността са очевидни искания, но фокусът е насочен към това международните пътници да могат да си починат: красива архитектура, скандинавски дизайн и удоволствие, светла и удобна среда, заобиколена от магазини, ресторанти и други съоръжения. В източната част на летището е отворен нов карго терминал.
Няколко важни строителни проекта са завършени през 1998 г. – сграда, свързващата международните и вътрешни терминали, нова зала за пристигащи, нова модерна система за обработка на багаж, метро връзка с центъра на града, два големи подземни паркинга с общо 2400 места за паркиране и новият терминал 3, с капацитет от 17 милиона пътници годишно.

## Сгради

### Терминали
Летище Копенхаген разполага с 2 терминала, но те споделят 1 сграда. Построена е нова сграда CPH Go, която е предназначена за нискотарифните компании. Постройката е открита през ноември 2010 г.

### Авиокомпании

#### CPH Go
| Авиокомпания        | Град – Летище |
| ------------------- | --- |
| Blue Air            | Букурещ „Отопени“ (започва от 1 юни), Торино (започва от 27 март) |
| easyJet             | Берлин „Шьонефелд“, Бристъл, Венеция, Единбург, Лондон „Гетуик“, Лион, Манчестър, Милано „Малпенса“, Париж „Шарл дьо Гол“ |
| easyJet Switzerland | Базел/Мюлуз, Женева |
| Ryanair             | Аликанте, Болоня, Брюксел „Шарлероа“, Будапеща, Валенсия (започва от 28 март), Дъблин, Единбург, Каунас, Кьолн/Бон, Лондон „Лутън“, Лондон „Станстед“ (започва от 26 март), Мадрид, Малага, Наполи (започва от 2 май), Милано „Бергамо“, Пескара (започва от 28 март), Порто, Рим „Чампино“, Солун (започва от 29 март), Тенерифе – юг Сезонно: Задар (започва от 3 юли) |
| Transavia           | Айндховен, Мюнхен |
| Wizz air            | Киев „Жуляни“ (започва от 26 август), Скопие, София |

#### Т2
| Авиокомпания                  | Град – Летище |
| ----------------------------- | --- |
| Aegan Airlines                | Атина |
| Aeroflot                      | Москва „Шереметиево“ |
| Air Berlin                    | Берлин „Тегел“, Дюселдорф |
| Air Canada                    | Торонто |
| Air France                    | Париж „Шарл дьо Гол“ Сезонно: Бордо (започва от 24 юли) |
| Air Greenland                 | Кангерлусуак |
| Air Serbia                    | Белград |
| Alitalia                      | Рим „Фиумичино“ |
| Austrian Airlines             | Виена Сезонно: Инсбрук |
| BH Air                        | Сезонна чартърна:Бургас |
| British Airways               | Лондон „Хийтроу“ |
| Brussels Airlines             | Брюксел |
| Bulgarian Air Charter         | Сезонна чартърна: Варна (започва от 2 април) |
| Czech Airlines                | Прага |
| Emirates                      | Дубай |
| Iberia Express                | Мадрид |
| KLM                           | Амстердам |
| Luxair                        | Люксембург |
| Norwegian Air Shuttle         | Аликанте, Амстердам, Барселона, Берген, Берлин „Шьонефелд“, Будапеща, Гран Канария, Дубай, Дъблин, Единбург, Краков, Лондон „Гетуик“, Мадейра, Мадрид, Малага, Маракеш, Милано „Малпенса“, Ница, Олбор, Осло, Париж „Орли“, Прага, Рига, Рим „Фиумичино“, Стокхолм „Арланда“, Тел Авив, Фаро, Хелзинки; Сезонно: Агадир, Атина, Белград, Бургас, Варна (започва от 24 юни), Венеция, Гренобъл, Дубровник, Женева, Загреб, Залцбург, Ибиса, Ираклио, Катания, Корфу, Кос, Ларнака, Лисабон, Малта, Марислия, Монпелие, Олбия, Палма де Майорка, Пиза, Родос, Сараево, Сплит, Ставангер, Тенерифе-юг, Ханя |
| Norwegian Long Haul           | Банкок, Брауърд, Лос Анджелис, Ню Йорк, Орландо Сезонно: Бостън, Лас Вегас, Оукланд (започва от 28 март), Сан Хуан |
| Qatar Airways                 | Доха |
| Singapore Airlines            | Сингапур |
| Swiss International Air Lines | Цюрих |
| TAP Portugal                  | Лисабон |
| Turkish Airlines              | Истанбул „Ататюрк“ |
| Vueling                       | Барселона, Малага, Париж „Шарл дьо Гол“ Сезонно: Рим „Фиумичино“, Флоренция |

#### Т3
| Авиокомпания          | Град – Летище |
| --------------------- | --- |
| LOT Polish Airlines   | Варшава „Шопен“ |
| Lufthansa             | Мюнхен, Франкфурт |
| Scandinavian Airlines | Абърдийн, Аликанте, Амстердам, Атина, Барселона, Берген, Берлин „Тегел“, Билунд, Бирмингам, Болоня, Бостън, Брюксел, Букурещ „Отопени“, Варшава, Вашингтон – Дълес, Венеция, Виена, Вилнюс, Вроцлав, Гданск, Гьотеборг, Дъблин, Дюселдорф, Женева, Краков, Лондон „Хийтроу“, Малага, Манчестър, Маями, Милано „Малпенса“, Мюнхен, Ница, Нюарк, Нюкасъл, Олбор, Олесун, Орхус, Осло, Паланга, Палма де Майорка, Париж „Шарл дьо Гол“, Пекин, Познан, Прага, Рейкявик, Рига (започва от 26 март), Рим „Фиумичино“, Сан Франциско, Ставангер, Стокхолм „Арланда“, Талин, Токио „Нарита“, Тронхайм, Фаро, Франкфурт, Хамбург, Хановер, Хелзинки, Цюрих, Чикаго „О'Хеър“, Шанхай, Щутгарт |
| Thai Airways          | Банкок |

## Статистика

### 5-те най-натоварени трансконтинентални маршрута от летище Копенхаген по брой превозени пътници
5-те най-натоварени маршрута от CPH (2016)
| №  | Летище         | Пътници Превозени | %-промяна 15/16 | Авиокомпании                                                  |
| -- | -------------- | ----------------- | --------------- | ------------------------------------------------------------- |
| 1. | Нюарк, Ню Йорк | 382 360           | 15.8            | Delta Air Lines, Norwegian Air Shuttle, Scandinavian Airlines |
| 2. | Дубай          | 319 324           | 19.3            | Emirates, Norwegian Air Shuttle                               |
| 3. | Доха           | 286 886           | 36.9            | Qatar Airways                                                 |
| 4. | Банкок         | 265 544           | 1.6             | Norwegian Air Shuttle, Thai Airways                           |
| 5. | Сан Франциско  | 151 938           | 1.8             | Scandinavian Airlines                                         |

### 7-те най-натоварени авиокомпании от CPH 2016
7-те най-натоварени авиокомпании по брой превозени пътници
| Авиокомпания          | Пътници през 2015 | Пътници през 2016 | Разлика в (%) |
| --------------------- | ----------------- | ----------------- | ------------- |
| Scandinavian Airlines | 10.287.224        | 10.568.477        | 2,7           |
| Norwegian Air Shuttle | 4.534.650         | 5.020.802         | 10,7          |
| Ryanair               | 715.251           | 1.917.727         | 168,1         |
| easyJet               | 1.530.569         | 1.578.943         | 3,2           |
| Lufthansa             | 603.951           | 650.850           | 7,8           |
| KLM                   | 515.993           | 545.437           | 5,7           |
| Air Berlin            | 482.982           | 509.018           | 5,4           |